# Saúl Serrano
Saúl Serrano Guerrero (México, Distrito Federal; 1953) fotógrafo y artista plástico mexicano.

## Biografía
Serrano se formó con grandes maestros como: Don Manuel Álvarez Bravo, Pedro Meyer, Mariana Yampolsky, Arnold Belkin y Aníbal Angulo. Su objetivo vital es transmitir las enseñanzas que recibió y las suyas propias, a autores jóvenes de vanguardia que vean an la fotografía
un medio de expresión artístico.
Estudió Comunicación, Cinematografía en el CCC y un año de doctorado en literatura hispánica en el Colegio de México.
Ha recibido premios y becas, expuesto en México y el extranjero, fue vicepresidente del Consejo Mexicano de Fotografía, asesor y curador de exposiciones en Casa Lamm, becario de la fundación Bancomer-Rockefeller.
Ha sido crítico de fotografía en el Reforma (periódico), Novedades, Uno Más Uno y Cuartoscuro.
Es artista plástico, escritor y fotógrafo. Su obra abarca fotografía digital, alteraciones plásticas en Polaroid, fotografía clásica.
Su trabajo comercial se basa en fotografía industrial, reproducción de obras de arte, platería, retrato corporativo.
Fomenta el crecimiento y exposición de fotógrafos vanguardistas mexicanos en la Galería "Saúl Serrano", en Polanco Cdmx.

### Exposiciones
Serrano ha realizado más de treinta exposiciones individuales y muchas más colectivas, exponiendo en México, Estados Unidos, Canadá, Japón, España, Alemania, Cuba, República Dominicana, Venezuela, Israel, Londres, etc. Su obra se encuentra en colecciones particulares e instituciones culturales como:
- Instituto Nacional de Bellas Artes.
- Museo de Arte Moderno de Torreón, Coahuila.
- Consejo Mexicano de Fotografía.
- Centro Cultural Veracruzano, D.F.
- Instituto Francés de América Latina
- Universidad Nacional Autónoma de México.
- Museum of Fine Arts of Houston, Texas, USA.
- Centro Cultural/Arte Contemporáneo. -Fundación Cultural Televisa.
- Museo de Monterrey.
- Fondo Iberoamericano de Fotografía, Habana, Cuba.
- Centro de la Imagen. D.F.

```
 Bienal de Fotografía de Oaxaca, México.
```